# Rio Furcşoara
O Rio Furcşoara é um rio da Romênia, afluente do Boz, localizado no distrito de Hunedoara.